# Isosaari (ö i Finland, Nyland, Helsingfors, lat 60,56, long 24,07)
Isosaari är en ö i Finland. Den ligger i sjön Tämäkohtu och i kommunen Lojo i den ekonomiska regionen  Helsingfors  och landskapet Nyland, i den södra delen av landet, 60 km nordväst om huvudstaden Helsingfors. Öns area är 2 hektar och dess största längd är 240 meter i nord-sydlig riktning.